# Fibronectin thai nhi
Fibronectin thai nhi (fFN) là protein fibronectin được sản xuất bởi tế bào thai nhi. Chất này nằm giữa màng rụng và màng đệm.
Fibronectin thai nhi được coi là một chất kết dính hay "keo sinh học" gắn túi thai với tử cung.

## Xét nghiệm
Fibronectin thai nhi xuất hiện ở âm đạo nếu có nguy cơ đẻ non và được coi là một xét nghiệm sàng lọc.
Xét nghiệm có thể cho kết quả âm tính hoặc dương tính. Kết quả xét nghiệm fFN dương tính là một chỉ báo tốt nguy cơ sinh non. Với kết quả xét nghiệm âm tính, nguy cơ sinh non trong vòng 7 đến 10 ngày tiếp theo là rất thấp. Xét nghiệm có thể lặp lại hàng tuần ở những sản phụ nguy cơ cao. Bệnh nhân có xét nghiệm fFN âm tính có nguy cơ sinh non nhỏ hơn 5% trong vòng hai tuần tiếp theo. Kết quả xét nghiệm dương tính có khả năng dự báo thấp về khả năng sản phụ sẽ sinh non. Một nghiên cứu tống hợp cho thấy fibronectin thai nhi là một chỉ báo sinh non tốt trước khi cổ tử cung xóa mở. Xét nghiệm này có thể được thực hiện ở tuần thai thứ 22 đến 34.
Xét nghiệm được thực hiện dễ dàng, không đau. Bệnh phẩm từ dịch túi cùng sau âm đạo được lấy bằng một tăm bông vô khuẩn và được đặt vào một ống đựng rồi gửi tới phòng xét nghiệm. Hầu hết các phòng xét nghiệm có thể cho kết quả trong vòng chưa tới 1 giờ. 
Trường hợp âm tính giả có thể xảy ra sau thăm âm đạo hoặc quan hệ tình dục. Do đó cần lấy bệnh phẩm trước khi khám âm đạo.